# 止められるか、俺たちを
『止められるか、俺たちを』（とめられるか、おれたちを）は、2018年公開の日本映画。
続編『青春ジャック 止められるか、俺たちを2』が2024年に公開。

## 止められるか、俺たちを
映画監督の若松孝二が1965年に設立し、2012年に若松が亡くなって以降は活動停止状態にあった若松プロダクションが、再始動第1作目として制作。1969年から1971年にかけての若松プロダクションを舞台とした青春映画。1969年に若松プロに入社して助監督となり、1972年に急死した吉積めぐみを主人公に描く。吉積を門脇麦が演じ、若松プロ出身の白石和彌がメガホンを執り、同じく若松プロ出身の井上淳一が脚本を手掛けている。
若松孝二を井浦新が演じるほか、過去に若松作品に出演していた俳優陣がキャストに名を連ねている。

### キャスト（第1作）
- 吉積めぐみ - 門脇麦
- 若松孝二 - 井浦新
- 足立正生（アーちゃん） - 山本浩司
- 沖島勲 - 岡部尚
- 大和屋竺 - 大西信満
- 秋山道男（オバケ） - タモト清嵐
- 小水一男（ガイラ） - 毎熊克哉
- 高間賢治 - 伊島空
- 福間健二 - 外山将平
- 荒井晴彦 - 藤原季節
- 斎藤博 - 上川周作
- 磯貝一 - 柴田鷹雄
- レコード店店主 - 川上泳
- 伊東英男 - 西本竜樹
- 篠原美枝子 - 中澤梓佐
- ミキサー助手福ちゃん - 満島真之介
- 松田政男 - 渋川清彦
- 赤塚不二夫 - 音尾琢真
- 大島渚 - 高岡蒼佑
- 吉澤健 - 高良健吾
- 前田のママ - 寺島しのぶ
- 葛井欣士郎（ATG） - 奥田瑛二
- カプリコンマスター - 吉澤健
- 「女学生ゲリラ」の時子 - 和田光沙

### スタッフ（第1作）
- 監督 - 白石和彌
- 脚本 - 井上淳一
- 音楽 - 曽我部恵一（主題歌「なんだっけ？」）
- 撮影 - 辻智彦
- 照明 - 大久保礼司
- 美術 - 津留啓亮
- 衣裳 - 宮本まさ江
- ヘアメイク - 泉宏幸
- 編集 - 加藤ひとみ
- 録音 - 浦田和治
- 音響効果 - 柴崎憲治
- プロデューサー - 大日方教史、大友麻子
- 製作者 - 尾崎宗子
- 製作 - 若松プロダクション、スコーレ、ハイクロスシネマトグラフィ

### 受賞（第1作）
- 第61回ブルーリボン賞[7]
  - 監督賞（白石和彌）※『サニー/32』『孤狼の血』と合わせての受賞
  - 主演女優賞（門脇麦）
- 第31回日刊スポーツ映画大賞・石原裕次郎賞 監督賞 ※『サニー/32』『孤狼の血』と合わせての受賞[8]
- 第40回ヨコハマ映画祭 日本映画ベスト10 第7位[9]

## 青春ジャック 止められるか、俺たちを2
続編『青春ジャック 止められるか、俺たちを2』が2024年3月15日公開された。監督は前作で脚本を務めた井上淳一。主演は若松孝二役を続投する井浦新。ミニシアター「シネマスコーレ」の支配人・木全純治役を東出昌大が演じる。『止められるか、俺たちを』から10年後を舞台とした映画と映画館を愛する者たちによる群像劇。

### キャスト（第2作）
- 若松孝二 - 井浦新
- 木全純治 - 東出昌大
- 金本法子 - 芋生悠
- 井上淳一 - 杉田雷麟
- 木全雅子 - コムアイ
- 磯崎真人 - 田中俊介
- 美加理 - 向里祐香
- 牧野剛 - 成田浬
- 赤塚不二夫 - 吉岡睦雄
- 大和屋竺 - 大西信満
- 田本清嵐 - タモト清嵐（本人）
- 石原祥吾 - 山崎竜太郎
- 横井英樹 - 田中偉登
- 澤田浩明 - 高橋雄祐
- 佐々木美紀 - 碧木愛莉
- 金由美 - 笹岡ひなり
- 斎藤博 - 上川周作
- 伊東英男 - 西本竜樹
- 磯貝一 - 柴田鷹雄
- 名古屋東映支配人 - 林家たこ蔵
- 田川 - 三木美毅
- 高屋齋 - 間根山雄太
- シネマスコーレの客 - 市川洋、飯島洋一
- ゴールデンダストの客 - 岩崎聡子
- 立ちんぼ - 西垣内牧子
- 井上千束 - 有森也実
- 井上進一 - 田中要次
- 岡留安則 - 田口トモロヲ
- 吉積めぐみ - 門脇麦
- ゴールデンダストのママ - 田中麗奈
- 竹中直人 - 竹中直人（本人）

### スタッフ（第2作）
- 監督・脚本 - 井上淳一
- 企画 - 木全純治、尾崎宗子、井上淳一
- プロデューサー - 片嶋一貴、木全純治
- 撮影 - 蔦井孝洋
- 照明 - 石田健司
- 録音 - 臼井勝
- 音響効果 - 勝亦さくら
- 美術 - 原田恭明
- 装飾 - 寺尾淳
- 衣装 - 橋爪里佳、鈴木沙季
- ヘアメイク - 清水美穂
- 編集 - 蛭田智子
- 音楽 - 宮田岳（主題歌「まだみぬ果ては」歌：中野ミホ）
- 助監督 - 小原直樹
- 製作担当 - 伊藤成人
- 演出応援 - 村谷嘉則
- 製作：若松プロダクション、シネマスコーレ
- 製作プロダクション：ドッグシュガー
- 配給：若松プロダクション、スコーレ

### 受賞（第2作）
- 第24回ニッポン・コネクション日本映画祭 ニッポン・ストーリーテリング賞（脚本）[10]
- 第30回宮崎映画祭 金のはにわ賞[11]
  - 作品賞
  - 男優賞（井浦新）
  - 女優賞（芋生悠）※『夜明けのすべて』と合わせての受賞
  - 名誉監督賞（若松孝二）
- 第34回日本映画プロフェッショナル大賞 [12]
  - 作品賞
  - 監督賞（井上淳一）